# 파인만 씨, 농담도 잘하시네!
파인만 씨, 농담도 잘하시네!는 노벨 물리학상을 수상한 물리학자 리처드 파인만의 추억들을 편집한 모음집이다. 1985년에 발표된 이 책은 파인만의 삶에서 다양한 사례들을 다루고 있다. 이 책의 일화들은 파인만이 그의 친한 친구이자 드럼 파트너인 랄프 레이튼과 나눈 녹음된 음성 대화들에 기초하고 있다.

## 개요
이 책에는 금고 해킹에 대한 관심, 다양한 언어 공부, 생물학이나 철학 등 서로 다른 관심사를 공유하는 사람들의 그룹 참여, 예술과 삼바 음악에 대한 모험 등 가벼운 어조로 많은 이야기가 담겨 있다.
다른 이야기들은 맨해튼 프로젝트에 대한 파인만의 작업(그의 첫 아내 알린 그린바움이 결핵으로 사망한 동안)과 브라질의 과학 교육 시스템에 대한 비판을 포함하여 더 심각한 자료를 다루고 있다. 《괴물의 마음》 섹션에서는 알베르트 아인슈타인, 볼프강 파울리, 헨리 노리스 러셀, 폰 노이만 등 당시의 주요 과학자들 앞에서 휠러-파인만 흡수 이론에 대한 대학원 연구 발표를 약간 긴장한 듯 설명한다.
일화는 파인만이 절친한 친구이자 드럼 연주 파트너인 랄프 레이튼과 나눈 대화를 녹화하여 편집한 것이다. 책의 엄청난 성공으로 인해 레이튼의 녹화된 대화에서 가져온 속편인 "남이야 뭐라 하건!"이 탄생했다. 파인만 씨, 농담도 잘하시네!는 미국 전역에서 베스트셀러가 되었다.
책의 마지막 장인 화물 숭배 과학은 파인만이 1974년에 캘리포니아 공과대학교 졸업식에서 한 연설을 바탕으로 쓴 것이다.
책의 제목은 프린스턴 대학의 한 여성이 적절한 에티켓에 익숙하지 않은 파인만이 자신의 차에 크림과 레몬을 함께 넣어 달라고 요청한 후 한 언급에서 따온 것이다.